# نیتن جونز (بازیکن فوتبال)
نِیتِن جونز (انگلیسی: Nathan Jones؛ زادهٔ ۲۸ مهٔ ۱۹۷۳) بازیکن سابق و مربی فوتبال اهل انگلستان است.
از باشگاه‌هایی که در آن بازی کرده‌است می‌توان به باشگاه فوتبال نومانسیا، باشگاه فوتبال یئوویل تاون، باشگاه فوتبال لوتون تاون، باشگاه فوتبال ساوتند یونایتد، باشگاه فوتبال اکستر سیتی و باشگاه فوتبال برایتون اشاره کرد.